# Płoszczad´ Wosstanija
Płoszczad´ Wosstanija (ros. Пло́щадь Восста́ния) – dziesiąta stacja linii Kirowsko-Wyborskiej, znajdującego się w Petersburgu systemu metra.

## Charakterystyka
Otwarcie dla pasażerów stacji Płoszczad´ Wosstanija (plac Powstania) nastąpiło 15 listopada 1955 roku i została ona skonstruowana w typie pylonowym. Autorami projektu architektonicznego stacji są: W. W. Gankiewicz (В. В. Ганкевич), B. N. Żurawlow (Б. Н. Журавлёв), I. I. Fomin (И. И. Фомин), A. S. Gieckin (А. С. Гецкин), W. P. Szuwałowa (В. П. Шувалова), J. A. Erganow (Е. А. Эрганов). Stacja znajduje się w pobliżu ulicy i placu Powstania oraz prospektu Ligowskiego, jednej z ważniejszych arterii komunikacyjnych w Petersburgu. By zrobić miejsce pod jej budowę władze sowieckie zdecydowały o wyburzeniu klasycystycznej cerkwi Wjazdu Pańskiego do Jerozolimy. Wejściu do stacji nadano formę budynku o kształcie rotundy, z której wyrasta iglica. Iglicę wieńczyła najpierw czerwona gwiazda, a później litera "M" w wieńcu laurowym, lecz zostały one usunięte z powodu niestabilności konstrukcji. Rotunda ozdobiona jest kolumnami. 13 sierpnia 1960 roku uruchomiono przejście łączące stację z Dworcem Moskiewskim. Stacja jest bogato zdobiona, a swym wystrojem i splendorem miała być hołdem dla październikowego przewrotu bolszewickiego. Pylony i ściany dekorowane czerwonym marmurem sprowadzonym z Uralu. Na pylonach umieszczono reliefy przedstawiające wydarzenia z czasów rewolucji: przemowę Lenina na Dworcu Fińskim, Lenina ukrywającego się przed Rządem Tymczasowym, wystrzał z Aurory, szturm na Pałac Zimowy. Na dwóch reliefach umieszczono także podobizny Józefa Stalina i są to jedyne dekoracje przedstawiające sowieckiego przywódcę w kompleksie petersburskiego metra. Reszta została usunięta po 1961 roku na fali destalinizacji prowadzonej przez Nikitę Chruszczowa. Sklepienia mają formę półkolistą, barwy białej, zdobione są złotymi ornamentami, a na pylonach umieszczono wieńce laurowe. Ściany przy torach wyłożono także czerwonym marmurem, a posadzki płytami czerwonego granitu. Na ścianach wieńce laurowe z liczbą „1958”, datą otwarcia stacji. Lampy ozdobione motywami składającymi się z sierpów, młotów i pięcioramiennych gwiazd. 
Płoszczad´ Wosstanija położony jest na głębokości 58 metrów. Istnieje możliwość przesiadki na linię Newsko-Wasileostrowską poprzez stację Majakowską. W 1955 roku była to końcowa stacji linii, licząc od Prospiektu Wietieranow. Ruch pociągów na stacji odbywa się od godziny 5:44 do godziny 0:25 i w tym czasie jest ona dostępna dla pasażerów.